# Dicranota (Rhaphidolabis) vanduzeei
Dicranota (Rhaphidolabis) vanduzeei is een tweevleugelige uit de familie Pediciidae. De soort komt voor in het Nearctisch gebied.